# Bordj El Haouas
Bordj El Haouas (arabisch برج الحواس, DMG Burǧ al-Ḥawāss; weitere Schreibweise: Bordj El Haouasse) ist eine kleine Oasenstadt in der südalgerischen Provinz Djanet.

## Lage
Die Stadt liegt am Rand der nach Süden hin weiten Ebene des Oued Bou Rahla. Etwa 5 km nordöstlich erheben sich die Ränder des Tassili-n’Ajjer-Gebirges. Die Provinzhauptstadt Djanet liegt 110 km südöstlich und die Stadt Illizi etwa 180 km nördlich.

## Geschichte
Während der französischen Kolonialherrschaft hieß die Stadt Fort Gardel. Eine spätere Bezeichnung war auch Zaouattellaz.

## Infrastruktur
Bordj El Haouas sowie der südwestlich gelegene Ort Tabakat werden über ein von Sonelgaz mit Diesel betriebenes Kraftwerk mit Strom versorgt. Die rasch wachsende Stadt verfügt über Moscheen, eine Schule sowie eine Apotheke und ist auch Militärstützpunkt.

## Verkehr
Bordj El Haouas liegt an der Nationalstraße 3, welche die beiden Provinzhauptstädte Illizi und Djanet verbindet und ist ein regionaler Verkehrsknotenpunkt. Von hier zweigt die Nationalstraße 55 ab, welche über Serenout und das Hoggar-Gebirge nach Idles und in das 550 km entfernte Tamanrasset führt. Diese früher sehr schlechte Piste wird derzeit durchgehend als Asphaltstraße ausgebaut. Richtung Süden führt entlang des Oued Tafassasset an der Westseite des Erg d'Admer eine nur anfangs gut ausgebaute Piste in den Niger.